# Columnas de Hércules

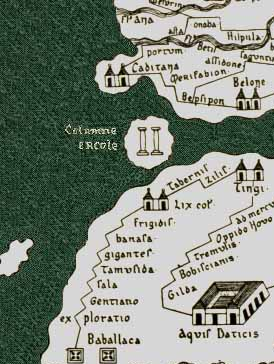
Detalle de las columnas en un mapa antiguo, la Tabula Peutingeriana.

Las Columnas de Hércules fueron un elemento legendario de origen mitológico, referido en la Antigüedad a los promontorios que flanquean el estrecho de Gibraltar. Era el límite del mundo conocido por los griegos hasta que, según el historiador griego Heródoto, Coleo de Samos lo atravesó en torno al siglo VII antes de Cristo.
Posteriormente el fin del ecúmene o mundo conocido en los comienzos del Imperio Romano hacia el oeste estaba marcado por el Promontorio Sacro donde se apreciaba la puesta de Sol en el Océano. Dicho promontorio se situaba probablemente en Galicia. Sin embargo, las Columnas de Hércules sí que fueron un límite entre el exterior y el interior de la cuenca del Mediterráneo y, hasta 1492, se desconocía la existencia de un continente más al oeste de este mar, por lo que las Columnas se han relacionado con la frase latina Non terrae plus ultra («No hay tierra más allá») y con el Plus ultra («Más allá») en el siglo XVI, en referencia a los dominios hispánicos más allá de este punto.
El nombre más antiguo que con seguridad alude a las mismas procede de los griegos, quienes las denominaron Στῆλαι Ἡρακλήϊαι (Stêlae Ēraklêiae), Ἡρακλέων στηλέων (Ērakleôn stêleôn) o  Ἠράκλειοι Στῆλαι (Ērákleioi Stêlai) «Estelas de Heracles» y que los romanos después llamaron Columnae Herculis, o sea, Columnas de Hércules.
La columna norte (antiguo Kalpe o Calpe) es identificada con el peñón de Gibraltar (426 m). La identidad de la columna sur (antiguamente Ábila o Abila) ha sido disputada a través de la historia, siendo los dos candidatos más probables el monte Hacho (204 m) en Ceuta y el monte Musa (851 m) en Marruecos.

## El décimo trabajo de Hércules

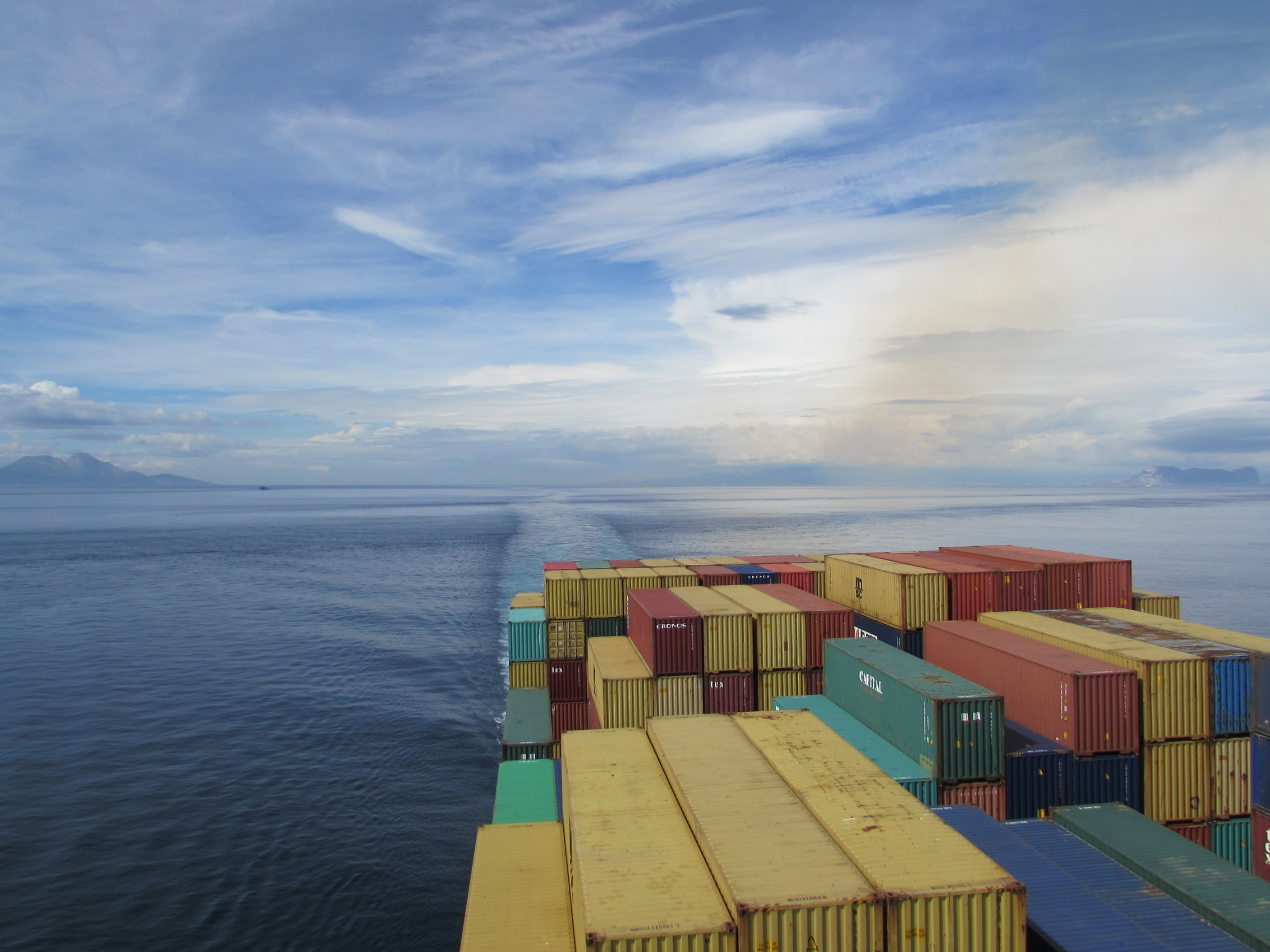
Columnas de Hércules: el monte Musa y el peñón de Gibraltar

El mito de Hércules se cuenta de maneras ligeramente diferentes. En un arrebato de locura Heracles (Hércules) había matado a sus hijos. Recobrada la razón, el Oráculo de Delfos le había indicado que para purificarse, debería estar al servicio del rey de Tirinto, Euristeo, durante doce años. En otros casos, se cuenta que los doce trabajos mandados a Heracles eran necesarios para librarse de la esclavitud de Euristeo. Heracles era hijo de Alcmena, del linaje de Perseo, y de Zeus.

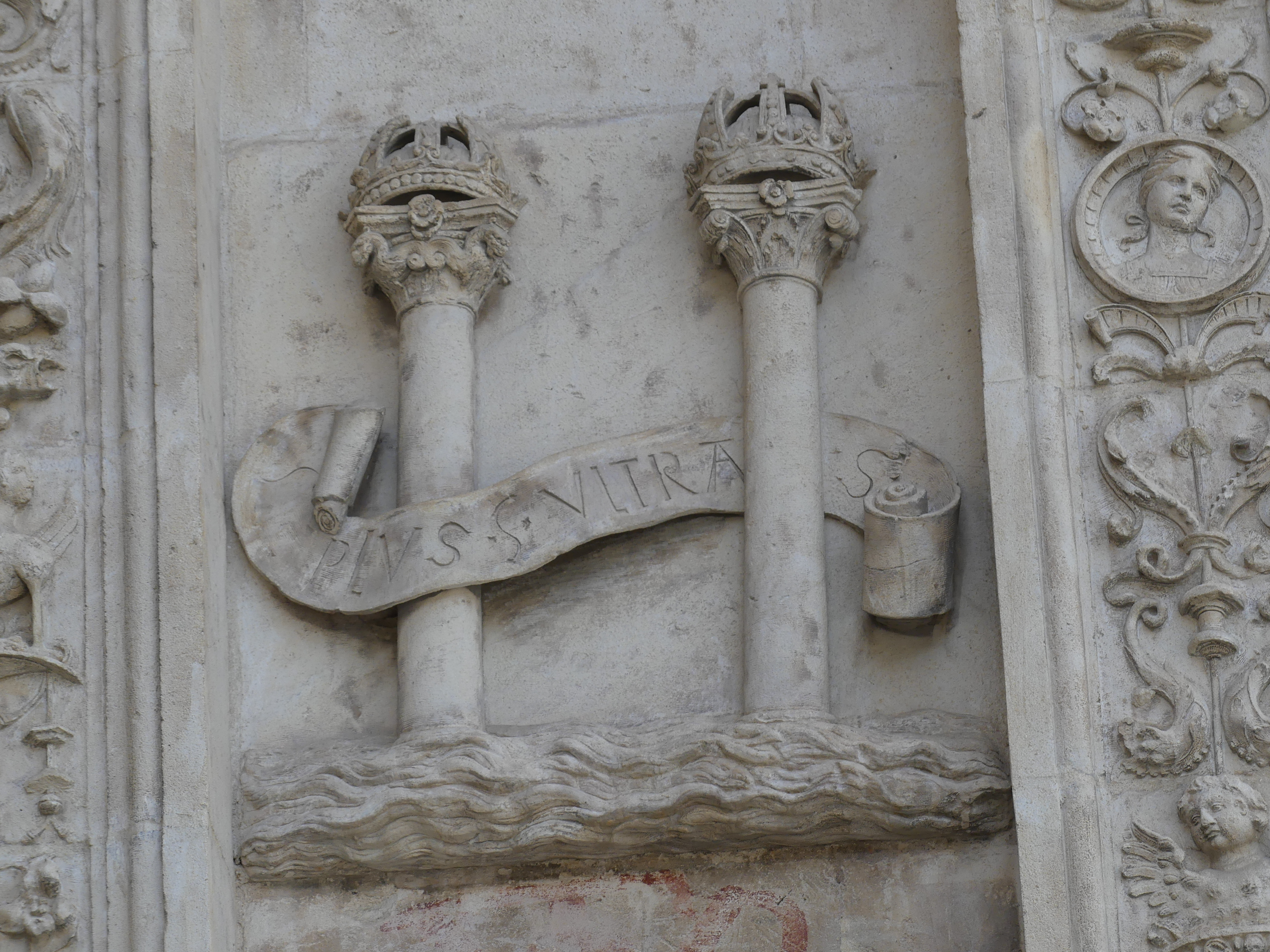
Columnas y lema «Plus ultra» en el Ayuntamiento de Sevilla.

Zeus había estado jactándose el día antes del parto ante otros dioses de que el hijo que iba a nacer reinaría sobre los demás descendientes de Perseo. Hera, que estaba celosa de Alcmena, fue a Argos, donde estaba la esposa del rey Esténelo (hijo de Perseo), que también estaba embarazada, y adelantó su parto a medida que atrasaba el de Alcmena. De esta forma la profecía se cumplió en el hijo del rey de Esténelo, Euristeo, en lugar de en Hércules y este debía ser entonces siervo suyo. Euristeo, rey de Tirinto y Micenas, exigía que, para liberarse, Heracles debía realizar doce trabajos formidables.
Euristeo enviaba a Hércules a lugares cada vez más remotos para cumplir con las tareas encomendadas. Su décimo trabajo fue ir a buscar el ganado de Gerión, también referido como Geríones. Heracles tuvo que viajar a los confines occidentales, hasta la isla de Eritea que pertenecía al hoy desaparecido archipiélago de las Gadeiras, en la actual bahía de Cádiz (España). Allí, un perro de tres cabezas emparentado con Cerbero y la Hidra guardaba los bueyes. Gerión era nieto de Medusa e hijo del guerrero Crisaor. Geríones tenía dos piernas, pero de cintura para arriba tenía tres troncos, seis brazos y tres cabezas. El trabajo consistía en derrotar a ese monstruo, coger los bueyes y traerlos a Micenas.
En su viaje hacia el oeste Heracles atravesó el norte de Libia, donde venció al gigante Anteo, hijo de Gea y Poseidón. Heracles tomó prestada la Copa de Helios para navegar sobre el océano y llegar a la tierra de Gerión, la isla de Eritea, que, según Heródoto, es un enclave que se encontraba cerca de Gadeira.

## Las Columnas de Hércules

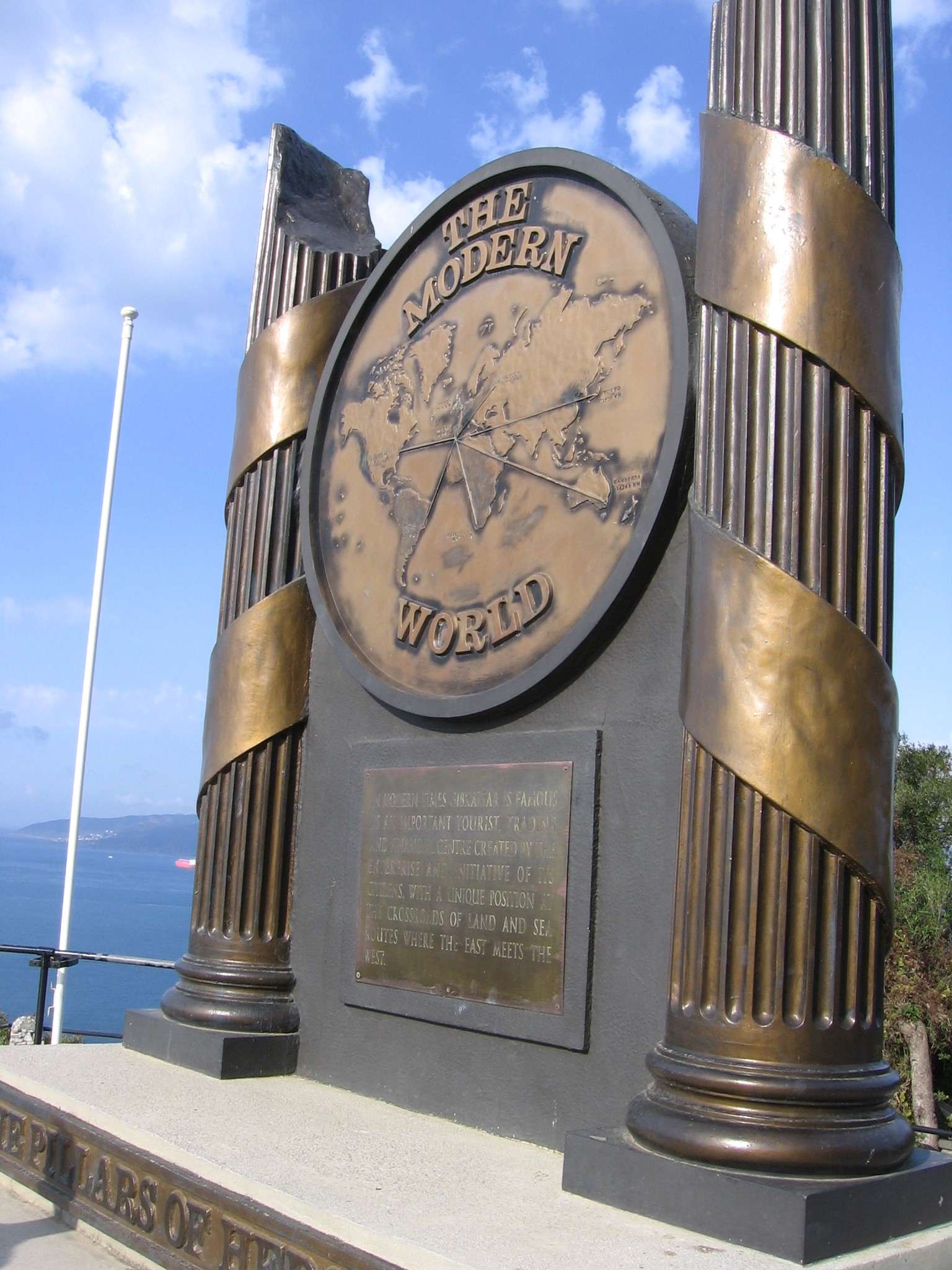
Monumento a las Columnas de Hércules en Gibraltar.

Muchos textos cuentan que Hércules, en la realización de su décimo trabajo, al llegar a este punto colocó las dos columnas ahí a modo de monumento.
El nombre «columnas de Hércules» fue muy usado en la antigüedad, como ponen de manifiesto las descripciones geográficas de Plinio el Viejo. El geógrafo romano Pomponio Mela escribió:

fue el mismo Hércules quien separó los dos montes unidos (Abila y Calpe) como una cordillera continua y que así fue como al Océano, contenido antes por la mole de los montes, se le dio entrada a los lugares que ahora inunda: desde aquí el mar se difunde ya más extensamente y avanzando con gran fuerza recorta las tierras que retroceden y quedan bastante más alejadas.
Pomponio Mela. Corografía, I5, 27

Los textos en diálogos Timeo y Critias del filósofo griego Platón ubican la mítica y popular isla de la Atlántida en el océano Atlántico, justamente delante de las Columnas de Hércules.

## Simbología

Escudo imperial de Carlos I de España.

Escudo de José I (1808-1813).

El monarca Carlos I de España incorporó como elemento exterior el símbolo de las columnas en su escudo de armas. El rey, gran humanista interesado en la cultura y las artes, accedió a la sugerencia de un médico y consejero suyo, Luigi Marliano, a incorporar las columnas con la divisa Plus ultra. Probablemente esta sugerencia le fue realizada en el XVIII Capítulo (reunión) de la Orden del Toisón de Oro celebrada en Bruselas en 1516.
Este elemento heráldico ha permanecido con mayor o menor presencia en el curso de los sucesivos monarcas, aunque en la actualidad no aparecen en el escudo del Rey de España, sí lo hacen en el escudo de España.
Las columnas de Hércules aparecieron también como símbolo heráldico de las Indias del Imperio español. El 14 de julio de 1523 por Cédula Real, el Rey Carlos I de España y V de Alemania, concedió Escudo de Armas a la Villa Rica de la Veracruz, en México, primer Ayuntamiento de América. Dicho escudo contiene las columnas de Hércules y la leyenda «Plus ultra». El 24 de julio de 1598 el Rey Felipe II de España concedió un Escudo de Armas a la villa de San Juan Bautista en Tabasco, México. En ese escudo pueden apreciarse las dos columnas de Hércules sosteniendo cada una un globo terráqueo y la leyenda "Nec Plus" en la primera columna y "Ultra" en la segunda.  
Hacia el siglo XVII algunas monedas americanas mostraban en adverso dos columnas coronadas sobre ondas marinas. En el siglo XVIII el símbolo evoluciona y representaba dos columnas coronadas (corona real) rodeando dos mundos, surmontadas de una corona real, y situadas sobre una isla o roca saliente de ondas marinas. La ceca de Ciudad de México convino, en 1754, a cambiar la corona real de la columna a la siniestra del símbolo por una corona imperial. En la misma ceca el adverso de las monedas de reales de a ocho permaneció hasta 1772, durante el reinado de Carlos III.
La rica villa imperial de Potosí incorporó las columnas y el lema Plus ultra en 3 ocasiones desde su fundación en su escudo de armas, como la mayor fuente de riqueza argentífera de las colonias y en honores a su pujante desarrollo durante la colonia. 
Posteriormente, el rey José I de España (José Bonaparte), diseñó su escudo siguiendo el modelo de anteriores monarcas, aunque cuartelándolo en seis cuarteles, en el que aparte de los tradicionales de Castilla, León, Aragón, incorporaba el de Navarra, el de Granada y el de Indias. Este sexto cuartel introducía heráldicamente el símbolo que se había creado en América, en similar disposición: columnas (sin coronas) rodeando dos mundos (sin corona) y todo sobre ondas marinas.

### Símbolo del peso o dólar
El Real de a Ocho fue una moneda de plata que acuñaba el imperio español después de la reforma de 1497 y durante 3 siglos fue moneda de reserva, convirtiéndose en la primera moneda de reserva mundial. La moneda de reserva durante el siglo XIX y parte del XX fue la libra esterlina británica y desde 1944 lo es el dólar estadounidense. La moneda de reserva es usada por los gobiernos, bancos centrales e instituciones como forma de pago internacional o para influir en el tipo de cambio interno. Para que una moneda pase a ser moneda de reserva mundial es preciso que sea estable y que sea emitida con un país con gran poderío militar e industrial. Existía una moneda Austríaca de plata que no fue tan importante como el Real de a Ocho, el Thaller o talero, por lo que al Real de a Ocho Español se le llamó Spanish Daller, de donde viene la palabra dólar.
El Real de a Ocho fue la primera moneda de curso legal en Estados Unidos y se mantuvo en uso en el país hasta que una ley de 1857 desautorizó su uso. Mientras estaba en uso en ese país tenía el mismo valor que el dólar. En cualquier caso, hasta 1997 curiosamente el precio de las acciones en el mercado de valores de Estados Unidos estaba dado en «octavos de dólar».
En el Real de a Ocho se encontraban las dos columnas de Hércules envueltas con una cinta con el texto Plus ultra. La simplificación del símbolo de las dos columnas y la cinta es una explicación del surgimiento del símbolo del dólar.

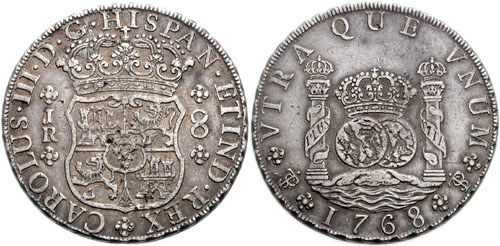
Real de 8 o columnario
Escudo de España con las Columnas de Hércules a cada lado.
Escudo de la ciudad autónoma de Melilla, en el que permanece el lema «Non plus ultra».
Escudo de la ciudad de Cádiz, origen del escudo de Andalucía.
Escudo de San Fernando (Cádiz).
Emblema de Andalucía con Hércules entre las columnas donde aparece como fundador de Andalucía.
Escudo de Extremadura
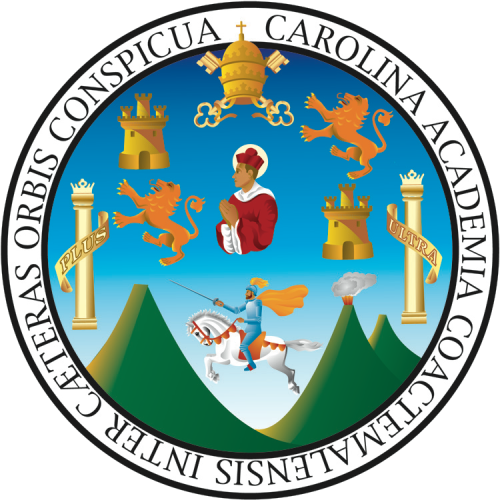
Escudo de la Universidad de San Carlos de Guatemala (Guatemala).
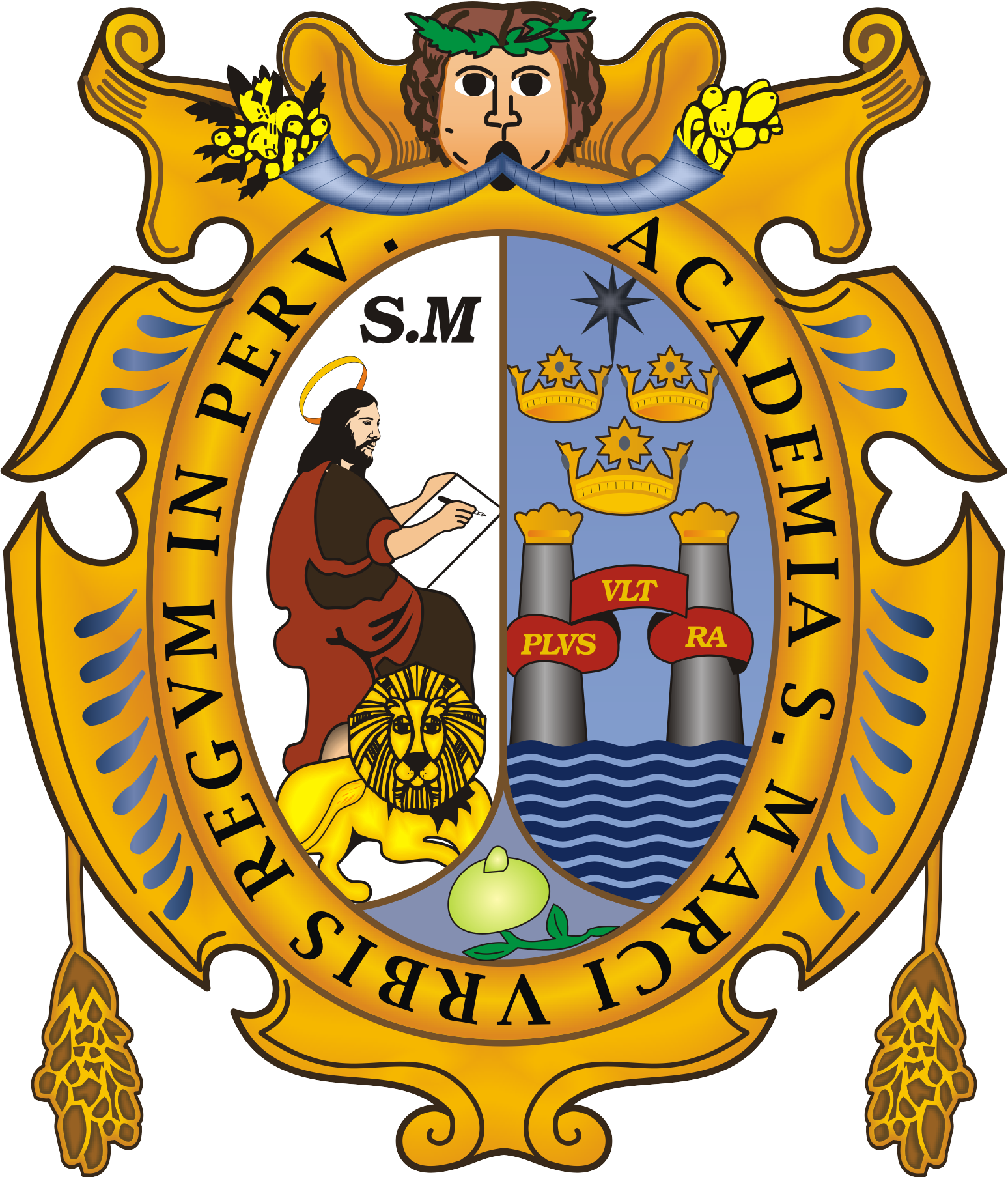
Escudo de la Universidad Nacional Mayor de San Marcos (Perú).
Escudo de Potosí (Bolivia).
Escudo de Trujillo (Perú).
Escudo de Tumbes (Perú).
Escudo de Tabasco (México).
Escudo de Veracruz (México).
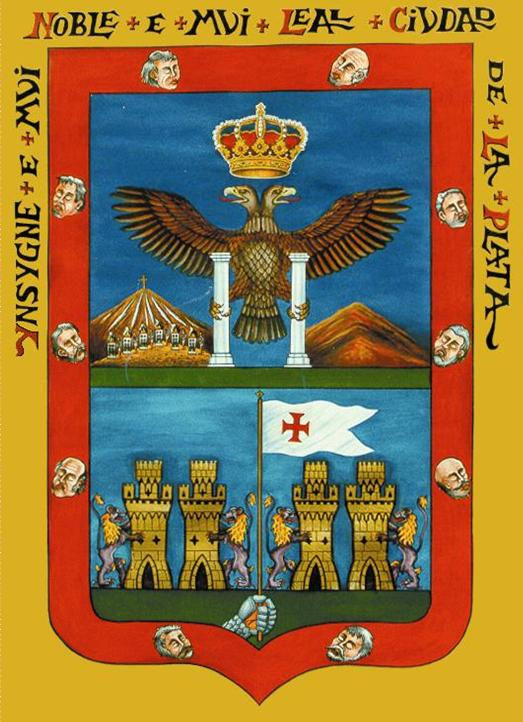
Escudo de Sucre (Bolivia).
Columnas de Hércules
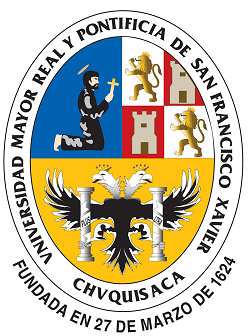
Emblema de la Universidad Mayor Real y Pontificia de San Francisco Xavier de Chuquisaca (Bolivia).
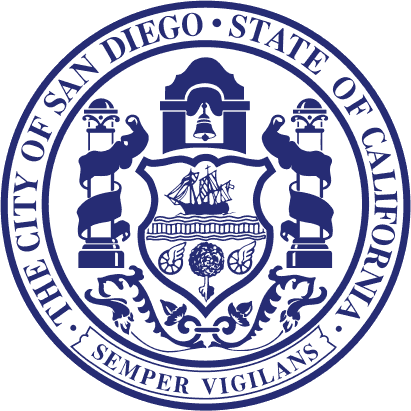
Escudo de San Diego (California).